# Streckdyngbagge
Streckdyngbagge (Aphodius merdarius) är en skalbaggsart som först beskrevs av Fabricius 1775.  Streckdyngbagge ingår i släktet Aphodius, och familjen bladhorningar. Enligt den finländska rödlistan är arten starkt hotad i Finland. Arten är reproducerande i Sverige. Artens livsmiljö är torra gräsmarker.